# Jude (Vorname)
Jude (d͡ʒud) ist ein englischer Vorname, der vom hebräischen Vornamen Jehuda abgeleitet ist.
Bekannte Namensträger sind:
- Jude Law (* 1972), britischer Schauspieler
- Jude B. Lanston, US-amerikanischer Schauspieler und Tänzer